# Escherichia
Escherichia – rodzaj bakterii gram ujemnych należących do rodziny enterobakterii. Są to pałeczki laktozo-dodatnie (E. coli, E. hermani, E. vulneris) lub laktozo-ujemne (E. blattae i E.ferussoni), wytwarzające gaz i indol (z wyjątkiem E. blattae i E. vulneris), dodatnie w teście z czerwienią metylową i ujemne w teście VP (Voges-Proskauer), nie wytwarzają ureazy, H2S, niewzrastające na podłożu Simmonsa z cytrynianem oraz wydzielające dekarboksylazę lizyny (z wyjątkiem E. hermannii). Szczepy trzech gatunków (E. ferussoni, E. vulneris) nie rozkładają sorbitolu, a dwóch (E. hermani i E. vulneris) wytwarzają żółty barwnik. Bakterie tego rodzaju nie tworzą spor.

## Gatunki
- E. adecarboxylata
- E. albertii
- E. blattae
- E. coli – pałeczka okrężnicy
- E. fergusonii
- E. hermannii
- E. vulneris